# Francobollo automatico

Il primo francobollo automatico della storia.

Il francobollo automatico è un francobollo emesso da una macchinetta distributrice, in alcuni casi dotata di bilancia (simile a quelle su cui si pesano frutta e verdura nei reparti self-service dei supermercati) e di calcolatore di tariffa.
Il valore di affrancatura non è predefinito ma è stampato al momento, secondo la richiesta dell'utilizzatore.
Esistono diverse tipologie di francobolli automatici, molti delle quali prendono il nome dal costruttore delle macchinette distributrici; tra i più noti ci sono i Frama (azienda svizzera) e i Klüssendorf (azienda tedesca, ora non più esistente).
Nonostante siano diffusi in molti paesi Europei e non, attualmente non esistono tali tipi di francobolli emessi da Poste Italiane; solo il Vaticano li ha impiegati (dal 2000 al 2010). Conseguentemente, a parte il catalogo di Flavio Rota, le informazioni su questa specialità filatelica sono per la maggior parte disponibili in lingua straniera. Un famoso editore di cataloghi, il tedesco Michel, emette l'Automatenmarken Spezialkatalog ogni due/tre anni.
Il collezionista interessato a fare ricerche in altre lingue sappia che ATM (derivante dalla parola tedesca Automatenmarke) è l'acronimo utilizzato in tutto il mondo per indicare i Francobolli Automatici. Ulteriori informazioni aggiornate possono essere trovate su ATMS (in lingua tedesca), su ATEEME, un Gruppo di studio e collezionismo di francobolli di valore variabile (in inglese e spagnolo) e su ATM-world (in inglese).

## Paesi che utilizzano francobolli automatici
Alla data del 14-02-2021, le Amministrazioni Postali che hanno utilizzato i Francobolli Automatici sono 69:
- Europa (36) Aland, Andorra spagnola, Austria, Belgio, Berlino ovest, Ceca rep., Cipro, Danimarca, Estonia, Faeroer, Finlandia, Francia, Germania, Gibilterra, Gran Bretagna, Grecia, Groenlandia, Guernsey, Irlanda, Islanda, Jersey, Lettonia, Liechtenstein, Lituania, Lussemburgo, Malta, Man, Norvegia, Paesi Bassi, Portogallo, Romania, Slovacchia, Spagna, Svezia, Svizzera, Vaticano

- Americhe (8) Argentina, Bolivia, Brasile, Canada, Costa Rica, Cuba, Messico, U.S.A.

- Asia (13) Cina, U.A.E., Giappone, Hong Kong, Indonesia, Israele, Kuwait, Macao, Malaysia, Qatar, Singapore, Taiwan, Turchia

- Africa (5) Marocco, Namibia, Sud Africa, Tunisia, Zimbabwe

- Oceania (7) Australia, Norfolk, Nuova Caledonia, Nuova Zelanda, Papua Nuova Guinea, Pitcairn, Polinesia francese

## Storia
Nell'ambito degli studi, eseguiti da alcune amministrazioni postali, atti a migliorare e potenziare i loro servizi, è sorta l'esigenza di perfezionare la distribuzione dei francobolli, è nato quindi il francobollo automatico, ovvero, la versione moderna del francobollo tradizionale.
Lo scopo del francobollo automatico è quello di dare la possibilità, a chi lo desideri, di spedire della corrispondenza senza recarsi in posta o dai rivenditori. Questo consente veloci spedizioni evitando code agli sportelli ma, soprattutto, invii fuori dai normali orari, in ogni ora diurna e notturna e nei giorni festivi.
Da oltre cinquant'anni i più grossi fruitori del servizio postale (ditte medio-grandi, enti, associazioni, ecc.) hanno semplificato i loro problemi di affrancatura, contabilità, scorte e sicurezza con delle macchine affrancatrici.
Oggi, grazie ai microprocessori, è possibile approntare macchine relativamente economiche che possono soddisfare anche le esigenze dell'utente pubblico e creare, al momento, un francobollo del valore desiderato.
Esistono, è vero, distributori di libretti e di francobolli in bobina ma, chiaramente, i valori ottenibili sono pochi ed il costo per confezionare questo materiale è abbastanza sostenuto, senza contare poi i disagi provocati dai cambiamenti delle tariffe postali.
Il francobollo automatico viene emesso da distributori elettronici collocati normalmente fuori dalle poste o in punti strategici di una città: per esempio, nelle stazioni ferroviarie, negli aeroporti o nei centri commerciali.
Il francobollo automatico, al contrario del francobollo tradizionale, nasce nell'istante preciso che lo richiede l'utente infatti, nei distributori, è presente una bobina di carta vergine, incompleta; solamente su azione dell'utente, un dispositivo di stampa agisce sulla carta imprimendo il valore facciale e creando così il francobollo.
Il procedimento di stampa ricorda le affrancature meccaniche (dette le “rosse”), molto diffuse in tutto il mondo; ci sono però grandi differenze che li distinguono
- Il francobollo automatico è ufficialmente emesso dalle amministrazioni postali.
- Di norma, viene utilizzata della carta con fondo di sicurezza (fluoro, fosforo, motivo).
- L'elemento fondamentale, che separa nettamente i due campi, è la mancanza della data; di conseguenza, il francobollo automatico richiede l'obliterazione (come per i francobolli tradizionali).

### Il battesimo
In occasione del Congresso UPU del 1984, svoltosi nella città tedesca di Amburgo, è stata adottata la risoluzione riguardante una disposizione la quale introduce una nuova modalità di affrancatura (articolo 28 della Convenzione): “LE IMPRONTE DI AFFRANCATURA POSTALE RILASCIATE DAI DISTRIBUTORI AUTOMATICI INSTALLATI DALLE AMMINISTRAZIONI POSTALI”

## Come si collezionano
I francobolli automatici, essendo simili esteriormente ai francobolli tradizionali, possono essere collezionati in modo analogo; le possibilità sono molte, la scelta dipende dal lavoro che si vuole sviluppare e dalle possibilità che ognuno ha di reperire il materiale.
I francobolli automatici a molti potranno sembrare banali; certo, chi ne fa una questione estetica, molto difficilmente potrà trovare soddisfazione in questo campo anche se, ultimamente, i livelli raggiunti li fanno apparire come francobolli normali.
In filatelia, come per esempio nella storia postale, chi ha superato questo aspetto riuscirà sempre a divertirsi, scavando nelle cose semplici e, sicuramente, avrà dei ritorni quando la materia è ancora poco esplorata, come nel caso dei francobolli automatici.

### La raccolta dei singoli
Circa il numero necessario per rappresentare una emissione, è ritenuto sufficiente un solo esemplare in quanto, per costituzione, gli ATM non esistono in quartina.
Collezionare tutti i valori è un non senso, basti solo pensare che, la maggioranza dei distributori, possono produrre migliaia di valori facciali diversi!

ATM dei distributori FRAMA e simili
Evoluzione degli ATM dei distributori MONETEL e IER (facciale con e senza FRF, in FRF/EUR e in EUR) e simili
ATM dei distributori KLUSSENDORF e NAGLER e simili
ATM simili
ATM simili
ATM dei distributori EPELSA e MOBBA, 1ª-2ª generazione (in PTS e in Euro)

### Altri articoli da collezione
Di fatto, anche in questo settore della filatelia, si possono trovare le Buste primo giorno di emissione (F.D.C.) e le Cartoline maximum (emesse ufficialmente dalle Poste o dai privati); lo stesso dicasi per i Folder, fogli da collezione e perfino gli interi postali.

FDC (First Day Covers = Buste 1º giorno di emissione)
Cartoline maximum
Folder
Fogli da collezione
Interi postali

### Serie di più valori
Chi desidera specializzare in modo più approfondito la propria collezione, può raccogliere le emissioni sotto forma di serie di più valori, considerando che esistono almeno 3 diverse categorie:
- serie Programmate
- serie dell'Ufficio Filatelico
- serie Commerciali

Per classificare una serie, bisogna conoscere il funzionamento dei distributori ed avere a disposizione i comunicati ufficiali delle Poste; se non si dispone di queste informazioni, occorre affidarsi ai Cataloghi specializzati del settore.
Le serie Programmate sono costituite da valori forniti dal distributore con tasti per la selezione diretta (cioè con il valore indicato) o mediante la sua programmazione in base alle tariffe postali (esempio: richiedendo una affrancatura per l'estero, il distributore calcola automaticamente il valore tramite la natura e la pesatura del plico).
Le serie dell'Ufficio Filatelico sono composte da valori forniti dalle Poste, e viene indicata quando i valori non corrispondono alla serie Programmata.
Vengono definite serie Commerciali quelle che non rientrano nelle due categorie precedenti, in quanto i valori sono stati determinati o dal mercato della distribuzione delle novità o da uno schema, in base alle tariffe postali (esempio adottato dal Michel, chiamandole Portosatz).

Serie Programmate, serie dell'Ufficio Filatelico e serie Commerciali (parte I)
Serie Programmate, serie dell'Ufficio Filatelico e serie Commerciali (parte II)
Serie Programmate, serie dell'Ufficio Filatelico e serie Commerciali (parte III)

### Le voci di qualifica
È motivato invece raccogliere gli ATM dove, effettivamente, ci sono differenze legate alle scritte stampate in base al servizio selezionato, le cosiddette “voci di qualifica” (esempio: Belgio, Brasile, Finlandia, Francia, Irlanda, Portogallo e Singapore).

Voci di qualifica: alcuni esempi

### Le matricole
I dubbi possono sorgere quando si incontrano emissioni dove è presente la matricola del distributore.
Qui, vale la pena analizzare attentamente caso per caso in quanto, se questo appare giustificato durante la fase sperimentale (vedi Svizzera, Norvegia, Belgio), lo è di meno nel prosieguo degli anni, almeno a livello collezionistico (vedi Australia, Finlandia, Singapore e Taiwan).

Matricole: alcuni esempi

### Le ricevute dei distributori
Se il distributore lo prevede, una sua opzione è il rilascio di una ricevuta al termine della transazione.
In questi casi, la ricevuta può diventare un ottimo compagno di percorso a corredo dell'ATM o per comprovare una situazione particolare e, di conseguenza, impreziosire una collezione.
I dati stampati sulla ricevuta, variano a seconda del costruttore o da quanto richiesto dall'Amministrazione postale; mentre la data e il valore facciale è la norma, a completamento si possono riscontrare molte altre informazioni come la località, la matricola del distributore, la contabilità, il logo della Posta e anche… messaggi di ringraziamento per l'utilizzo di questo servizio.
Riguardo al formato, ne esistono di varie dimensioni; le più originali sono quelle stampate sulla stessa carta dell'ATM ma, normalmente, le ricevute hanno dimensioni simili a quello degli scontrini fiscali. Non mancano anche fuori formato, a volte talmente grandi da coprire una mano…

Ricevute distributori ACON-PRIMETEC
Ricevute distributori AMIEL-INTERMARKETING-MONETEL (su carta ATM) & Ricevute distributori INTERMARKETING-DASSAULT-IER
Ricevute distributori FRAMA-KLUSSENDORF-EPELSA-INTERMARKETING
Ricevute distributori HYTECH-KLUSSENDORF
Ricevute distributori KLUSSENDORF-OLIVETTI-METTLER-SIELAFF-SAMKYUNG
Ricevute distributori AMIEL-NEWVISION

### Le ristampe
I Francobolli Automatici normalmente vengono stampati in un'unica soluzione. Quando le emissioni sono di lunga durata, vengono commissionate delle ristampe dove è normale riscontrare lievi variazioni nella tonalità dei colori o, nel caso di utilizzo di carta neutra (senza fondo di sicurezza), differenze come la presenza o meno di fluorescenza, variazioni di spessore e rugosità della carta.
La ristampa impatta sulla classificazione quando si introducono varianti tecniche (es. elementi per lettura ottica, antifrode) o quando si vuole differenziare diverse tirature (es. indicando l'anno, la stamperia).
Le immagini che seguono mostrano alcuni esempi, molti dei quali sono stati annunciati dalle Poste nei loro comunicati ufficiali.

Ristampe ATM
Ristampe ATM

### Le varietà
Nel campo dei francobolli automatici, una specializzazione motivata è la ricerca delle varietà, un elemento imprescindibile per costituzione.
Di fatto, anche se è facilmente immaginabile, ciò che avviene per i francobolli tradizionali dopo la stampa (controlli minuziosi dei fogli alla ricerca delle imperfezioni), non può essere praticato nella stessa maniera con i Francobolli Automatici.
Certamente, la bobina con il fondo di sicurezza viene controllata all'origine ma, quello che avviene dopo, spesso è imprevedibile.
I distributori sono macchine costituite da organi elettrici, elettronici e meccanici soggetti a guasti e mal funzionamenti come lo sono la lavatrice o il televisore di casa nostra: quando succede, le impronte prodotte arrivavano direttamente nelle mani dell'utente e, prima che le Poste intervengano, può passare parecchio tempo. Di norma non ci sono problemi contabili per cui il mal funzionamento causa valori facciali maggiorati o impronte senza l'avvenuto pagamento. L'inconveniente provoca semplicemente… delle "varietà" per le quali il collezionista stravede e paga un plusvalore.
Le varietà, nel campo dei Francobolli Automatici, fin dal principio della loro storia sono state compagne di percorso delle impronte normali proprio perché la loro anormalità era frutto di una logica conseguenza del rapporto diretto macchina che stampa/utente.
Sembra incredibile ma la varietà di "varietà" (scusate il bisticcio di parole) che può scaturire da un distributore di Francobolli Automatici è veramente notevole.
Sono state semplificate a quattro le categorie in cui si possono identificare tutte le “varietà” nel campo dei francobolli automatici:
- Difetti della carta
- Difetti nel taglio
- Difetti nella stampa
- Le impronte di prova

Prima di partire con la galleria degli... errori, è comunque doveroso avvertire che non è conveniente spendere cifre esagerate per delle varietà, soprattutto in considerazione del fatto che, il personale addetto alla manutenzione delle macchine, alcune di esse potrebbe auto produrle con estrema facilità, con la semplice manipolazione.

#### Difetti della carta
- Un difetto vero e proprio del disegno di sicurezza, consiste nella giunta che si produce, nello sviluppo del motivo in sequenza durante la stampa. Può presentarsi con una linea di separazione o con un disallineamento del disegno. Sono varietà normali, nonostante si presentino non su tutti gli ATM stampati. (C1)

- Fenomeni di stampa su carta ricongiunta sono di estrema rarità. (C2)

- Diverse tonalità di colore, nel fondo di sicurezza, sono generalmente molto comuni. (C3)

- Corpi estranei, che si sono appiccicati durante la produzione della bobina, sono molto rari; i risultati sono molto originali. (C4)

- Il non allineamento dei colori, nel fondo di sicurezza, provoca un effetto ombra. (C5)

- Nel caso che salti un colore durante la stampa, si modifica il risultato finale. (C6)

- Le prime emissioni (esempio: Frama di Belgio, Norvegia, Grecia, Francia e Zimbabwe) utilizzavano bobine di carta bianca che, verso la fine, avevano due o tre bande rosse di preavviso (fine carta). Queste varietà sono rare e ricercate. (C7)

- Anche la numerazione presente sul retro delle bobine può presentare particolarità o difettosità diverse. (C8)

- Lo spostamento del fondo di sicurezza non è un difetto comune. (C9)

#### Difetti nel taglio
- La separazione del Francobollo Automatico dalla bobina, viene effettuata da una taglierina comandata dal computer di bordo del distributore. Un classico difetto di funzionamento a singhiozzo, abbastanza raro, provoca strisce più o meno lunghe di esemplari uniti; ricordarsi però che ci sono anche dei distributori che rilasciano normalmente gli ATM in strisce. (T1)

- Abbastanza raro è trovare i Frama di prima generazione che escono a 34 mm e oltre (altezza standard dell'impronta di 32 mm). (T2)

- Il caso opposto, altezza inferiore, non viene considerato essendo ottenibile da chiunque tagliando un esemplare normale.

- Molto più comuni sono invece i difetti di taglio che si riscontrano nei distributori Nagler e Klüssendorf dove, la carta forata sfugge dai pioli di trascinamento. (T3)

- Nei Francobolli Automatici autoadesivi, difetti causati dalla fotocellula che vede la presenza delle etichette, trovano rari riscontri in quanto questa è una funzione svolta solitamente con molta precisione. (T4)

#### Difetti nella stampa
- Il caso più banale che può capitare, anche se è molto raro, è l'inserimento della bobina di carta al rovescio, provocando la stampa del facciale sul lato opposto. Questo, può sfuggire all'operatore che esegue la manutenzione quando la carta è bianca, senza fondo di sicurezza; negli altri casi, essendo una prassi testare il funzionamento dopo la ricarica, questi errori non dovrebbero accadere. (S1)

- Se l'avvolgimento delle bobine avviene nel senso sbagliato, l'impronta si presenta con il fondo di sicurezza rovesciato. (S2)

- Se il dispositivo di stampa non funziona a dovere, il francobollo esce "vergine", senza l'impronta. (S3)

- Il mancato parallelismo tra la carta ed il cliché, nel momento della stampa, provoca solitamente la mancanza di una parte e, nei casi peggiori, anche un vuoto di quasi mezza impronta. (S4)

- Il congegno numerico, che imprime il facciale, può soffrire più o meno dello stesso problema o, nel caso ancora non sia terminato il posizionamento, può stampare 1 o più cifre spiazzate. (S5)

- Casi rari sono la mancanza di una cifra a causa di una manutenzione non attenta (congegno numerico incompleto). (S6)

- Nei distributori dotati di testina elettronica, che percorrono orizzontalmente più volte il percorso per formare la scritta, andare a capo in posizioni diverse causa disallineamenti nella stampa dell'impronta. (S7)

- Un rimbalzo, nel sistema di stampa, provoca la doppia impronta, fenomeno molto raro. (S8)

- Durante la manutenzione, può accadere che il nastro inchiostrato sia sostituito con uno di colore diverso o bicolore. (S9)

- Con la temperatura esterna elevata, il nastro inchiostrato può avere delle perdite che, a volte, si manifestano abbastanza pesantemente sulle prime impronte; fenomeni simili avvengono anche quando il cliché necessita di pulizia. (S10)

- Quando a soffrire è il computer di bordo o il congegno numerico, succede che scrive cose che non dovrebbe; capita quindi che si metta a stampare valori che non ha normalmente in programma. (S11)

#### Le impronte di prova
- Dei classici esempi sono le impronte 0000, **** e TEST, che l'operatore ottiene a seguito di interventi di manutenzione al distributore, allo scopo di verificarne il corretto funzionamento. Questi esemplari, di norma, dovrebbero essere archiviati o distrutti. (P1)

- Sempre a seguito di operazioni eseguite dai tecnici o dagli addetti postali, possono essere stampati dati contabili e statistici di cassa del distributore; anche questi esemplari andrebbero archiviati. (P2)

- Durante la messa a punto in fabbrica e sul luogo di installazione, può accadere che venga utilizzata dal costruttore della carta neutra, senza fondo di sicurezza. (P3)

- In occasione di fiere di settore, i distributori in esposizione utilizzano bobine personalizzate con il logo dell'azienda. (P4)

- Nel caso venga utilizzata la carta in servizio, le impronte vengono invalidate per l'uso postale. (P5)

- Anche in questo settore della filatelia, non mancano gli ATM distribuiti dalle Amministrazioni Postali come saggio. (P6)

### La conservazione
Per la conservazione dei francobolli tradizionali, il collezionista si è fatto un'esperienza nel tempo per cui sa quali accorgimenti adottare.
I pericoli maggiori sono la temperatura elevata e l'umidità; altro grande pericolo sono i listelli dei classificatori e le taschine senza fondo dei fogli d'album; il francobollo si può incollare alla base se la colla del listello o della taschina sborda.
Per ovviare a questi problemi, le precauzioni sono l'utilizzo di materiali di qualità e la conservazione dei francobolli in ambiente adeguati.
Naturalmente, tutto questo vale ed è perfettamente applicabile anche per i francobolli automatici ai quali, vanno aggiunte altre avvertenze che riguardano gli impatti sulla stampa del valore facciale.
Nel tempo, alcune emissioni di francobolli automatici possono evidenziare un decadimento della qualità dell'impronta (valore facciale ed eventualmente tutto ciò che viene stampato “al momento”). La causa è dovuta principalmente al tipo di materiale utilizzato per questo scopo (nastri inchiostrati e nastri per il trasferimento termico di qualità scadente o sperimentali).
Il fenomeno si acutizza se i francobolli automatici:
- vengono esposti per lunghi periodi alla luce
- vengono interessati da forti radiazioni di luce fluorescente
- si conservano a temperature superiori a 35 °C o accanto a fonti di calore
- sono sottoposti ad una umidità ambiente superiore a 85%
- sono tenuti in taschine o buste contenenti PVC

È quindi consigliabile evitare queste condizioni ambientali e conservarli in album e taschine di qualità.
Le emissioni più esposte sono: Spagna (prime emissioni Epelsa/Mobba), Norvegia e Finlandia (Intermarketing), Francia (IER), Singapore (SAM).

## I distributori
La funzione di un distributore base è quella di fornire il francobollo automatico tramite un tasto (valore facciale prefissato o pari alla moneta introdotta, visualizzata su un display) oppure impostando il valore su un tastierino numerico.
Per agevolare l'utente, modelli più avanzati permettono di selezionare la modalità di spedizione (via posta ordinaria, prioritaria ecc.), interagendo con uno schermo video e, tramite una bilancia di precisione, calcolando direttamente la tariffa dovuta. Sono considerati anche i distributori in uso allo sportello, da parte esclusivamente degli impiegati postali.

I distributori Amiel (modelli vari)
I distributori Frama (modelli vari)
L'evoluzione dei distributori in Francia
I distributori Klussendorf (modelli vari)
I distributori Nagler (modelli vari)
Distributori di costruttori diversi
Distributori di costruttori diversi
Distributori di costruttori diversi